# ARACIS
Agenția Română de Asigurare a Calității în Învățământul Superior (ARACIS) este o instituție publică de interes național în România, aflată în subordinea Ministerului Educației și Cercetării, cu rolul de a evalua și autoriza calitatea în învățământul superior.
ARACIS este membră deplină a Asociației Europene a Agențiilor pentru Asigurarea Calității Învățământului Superior (ENQA) și este înregistrată în Registrul European pentru Asigurarea Calității Învățământului Superior (EQAR).